# Mistrzostwa Europy w Boksie 1991
XXIX Mistrzostwa Europy w Boksie (mężczyzn) odbyły się w dniach 7–12 maja 1991 w Göteborgu. Walczono w dwunastu kategoriach wagowych. Startowało 191 uczestników z 26 państw, w tym dwunastu reprezentantów Polski.

## Medaliści

### Waga papierowa
| Złoto                   | Srebro                   | Brąz                                  |
| ----------------------- | ------------------------ | ------------------------------------- |
| Iwajło Marinow Bułgaria | Luigi Castiglione Włochy | Pál Lakatos Węgry · John Weir Szkocja |

### Waga musza
| Złoto               | Srebro            | Brąz                                            |
| ------------------- | ----------------- | ----------------------------------------------- |
| István Kovács Węgry | Mario Loch Niemcy | Valentin Barbu Rumunia · Daniel Petrow Bułgaria |

### Waga kogucia
| Złoto                    | Srebro               | Brąz                                        |
| ------------------------ | -------------------- | ------------------------------------------- |
| Serafim Todorow Bułgaria | Miguel Dias Holandia | Jimmy Majanya Szwecja · Andreas Tews Niemcy |

### Waga piórkowa
| Złoto                 | Srebro          | Brąz                                      |
| --------------------- | --------------- | ----------------------------------------- |
| Paul Griffin Irlandia | Faat Gatin ZSRR | Alan Vaughan Anglia · Djamel Lifa Francja |

### Waga lekka
| Złoto                 | Srebro              | Brąz                                           |
| --------------------- | ------------------- | ---------------------------------------------- |
| Vasile Nistor Rumunia | Ajrat Chamatow ZSRR | Marco Rudolph Niemcy · Tonczo Tonczew Bułgaria |

### Waga lekkopółśrednia
| Złoto                | Srebro               | Brąz                                                        |
| -------------------- | -------------------- | ----------------------------------------------------------- |
| Konstantin Cziu ZSRR | Andreas Zülow Niemcy | Vukašin Dobrašinović Jugosławia · Michele Piccirillo Włochy |

### Waga półśrednia
| Złoto                 | Srebro                      | Brąz                                           |
| --------------------- | --------------------------- | ---------------------------------------------- |
| Roberto Welin Szwecja | Władimir Jerieszczenko ZSRR | György Mizsei Węgry · Mujo Bajrović Jugosławia |

### Waga lekkośrednia
| Złoto                   | Srebro                 | Brąz                                      |
| ----------------------- | ---------------------- | ----------------------------------------- |
| Israel Akopkochjan ZSRR | Torsten Schmitz Niemcy | Jan Dydak Polska · Ole Klemetsen Norwegia |

### Waga średnia
| Złoto             | Srebro                       | Brąz                                        |
| ----------------- | ---------------------------- | ------------------------------------------- |
| Sven Ottke Niemcy | Michal Franek Czechosłowacja | Robert Buda Polska · Aleksandr Lebziak ZSRR |

### Waga półciężka
| Złoto                        | Srebro                     | Brąz                                                |
| ---------------------------- | -------------------------- | --------------------------------------------------- |
| Dariusz Michalczewski Niemcy | Peter Zwezerijnen Holandia | Marcel Beresoaie Rumunia · Rostisław Zauliczny ZSRR |

### Waga ciężka
| Złoto                      | Srebro                        | Brąz                                      |
| -------------------------- | ----------------------------- | ----------------------------------------- |
| Arnold Vanderlyde Holandia | Giorgios Stefanopoulos Grecja | Péter Hart Węgry · Jewgienij Sudakow ZSRR |

### Waga superciężka
| Złoto                    | Srebro                    | Brąz                                          |
| ------------------------ | ------------------------- | --------------------------------------------- |
| Jewgienij Biełousow ZSRR | Andreas Schnieders Niemcy | Brian Nielsen Dania · Swilen Rusinow Bułgaria |

## Występy Polaków
- Leszek Olszewski (waga papierowa) przegrał pierwszą walkę w eliminacjach z Iwajło Marinowem (Bułgaria)
- Bogdan Jendrysik (waga musza) przegrał pierwszą walkę w ćwierćfinale z Danielem Petrowem (Bułgaria)
- Robert Ciba (waga kogucia) wygrał w eliminacjach z Zsoltem Bartą (Węgry), a w ćwierćfinale przegrał z Serafimem Todorowem (Bułgaria)
- Grzegorz Jabłoński (waga piórkowa) przegrał pierwszą walkę w eliminacjach z Alanem Vaughanem (Anglia)
- Jacek Bielski (waga lekka) przegrał pierwszą walkę w eliminacjach z George'em Scottem (Szwecja)
- Dariusz Czernij (waga lekkopółśrednia) przegrał pierwszą walkę w eliminacjach z Vukašinem Dobrašinoviciem (Jugosławia)
- Wiesław Małyszko (waga półśrednia) wygrał w eliminacjach z Vasile Morovanem (Rumunia), a w ćwierćfinale przegrał z Władimirem Jerieszczenko (ZSRR)
- Jan Dydak (waga lekkośrednia) wygrał w eliminacjach z Rafaele Bergamasco (Włochy), w ćwierćfinale z Joakimem Gustavssenem (Szwecja), a w półfinale przegrał z Israelem Akopkochjanem (ZSRR) zdobywając brązowy medal
- Robert Buda (waga średnia) wygrał w eliminacjach z Tomasso Russo (Włochy) i z José Cabreirą (Portugalia), w ćwierćfinale z Dennisem Galvinem (Irlandia), a w półfinale przegrał z Michalem Frankiem (Czechosłowacja) zdobywając brązowy medal
- Cezary Banasiak (waga półciężka) przegrał pierwszą walkę w eliminacjach z Peterem Zwezerijnenem (Holandia)
- Paweł Pyra (waga ciężka) przegrał pierwszą walkę w eliminacjach z Arnoldem Vanderlyde (Holandia)
- Piotr Jurczyk (waga superciężka) wygrał w eliminacjach z Elio Estebanem, (Hiszpania), a w ćwierćfinale przegrał z Swilenem Rusinowem (Bułgaria)